# Sasunik
Sasunik – wieś w Armenii, w prowincji Aragacotn. W 2011 roku liczyła 2455 mieszkańców.